# 1989 en musique
| \| • Retour à la chronologie générale de la musique populaire • \| |
| XXIe siècle • XXe siècle • XIXe siècle • XVIIIe siècle XVIIe siècle • XVIe siècle • XVe siècle • XIVe siècle XIIIe siècle • XIIe siècle • XIe siècle • Xe siècle IXe siècle • VIIIe siècle • Haut Moyen Âge • Rome • Grèce |
| • Retour à la chronologie générale de la musique populaire • |

| • Retour à la chronologie générale de la musique populaire • |

| Années de la musique populaire : 1986 - 1987 - 1988 - 1989 - 1990 - 1991 - 1992    |
| Décennies de la musique populaire : 1950 - 1960 - 1970 - 1980 - 1990 - 2000 - 2010 |

Cet article présente les faits marquants de l'année 1989 en musique.

## Faits marquants

### En France
- 38 millions de singles[1] et environ 98 millions d'albums[2] sont vendus en France en 1989.
- Premiers succès de Roch Voisine (Hélène) et Noir Désir (Aux sombres héros de l'amer).
- Michel Sardou se produit à Bercy du 11 au 29 janvier.
- La chanson caritative Pour toi Arménie, écrite par Charles Aznavour, est la première chanson à entrer directement no 1 du Top 50.
- La Lambada est le tube de l'été, grâce au soutien de TF1 qui diffuse le clip en boucle durant tout l'été.
- Jeanne Mas devient la première femme à se produire à Bercy, mais la tournée qui devait suivre est annulée.
- Première tournée de Mylène Farmer, incluant une semaine au Palais des Sports et deux soirs à Bercy.
- Renaud organise un grand concert gratuit place de la Bastille, avec Johnny Clegg et la Mano Negra.
- Les Enfoirés lancent la Tournée d'Enfoirés, avec Jean-Jacques Goldman, Johnny Hallyday, Eddy Mitchell, Véronique Sanson et Michel Sardou.
- 7 décembre : La chanteuse Sirima est assassinée par son compagnon.

### Dans le monde
- Premiers succès de Texas (I don’t want a lover), Lenny Kravitz (Let love rule), Red Hot Chili Peppers (Higher ground) et Gloria Estefan (Don't wanna lose you).
- Le clip de Madonna, Like a prayer, provoque la colère du Vatican et de groupes religieux.

## Disques sortis en 1989
- Albums sortis en 1989
- Singles sortis en 1989

## Succès de l'année en France (Singles)

### Chansons classées Numéro 1
Cette liste présente, par ordre chronologique, tous les titres s'étant classés à la première place du Top 50 durant l'année 1989.
- David Hallyday : High
- Pour toi Arménie
- Boney M. : Megamix
- Avalanche : Johnny, Johnny come home
- Kaoma : Lambada
- Philippe Lafontaine : Cœur de loup
- Jive Bunny and the Mastermixers : Swing the Mood
- Roch Voisine : Hélène

### Chansons francophones
Cette liste présente, par ordre alphabétique, tous les titres francophones s'étant classés parmi les 15 premières places du Top 50 durant l'année 1989.
- Bassline Boys : On se calme !
- Bernard Minet : Dis-moi Bioman
- Caroline Legrand : J’aurais voulu te dire
- Corinne Hermès : Dessine-moi
- Début de soirée : La vie la nuit
- Début de soirée : Jardins d’enfants
- Elsa : Jour de neige
- Elsa : À la même heure dans deux ans
- Elsa : Jamais nous
- Florent Pagny : Laissez-nous respirer
- Florent Pagny : Comme d'habitude
- Francis Cabrel : C'est écrit
- François Feldman : Le Mal de toi
- François Feldman & Joniece Jamison : Joue pas
- François Feldman : Les Valses de Vienne
- François Valéry : Aimons-nous vivants
- Ivanov : Les Nuits sans soleil
- Jean-Jacques Goldman : Il changeait la vie
- Jean-Pierre François : Je te survivrai
- Jeanne Mas : Y a des bons
- Johnny Hallyday : Mirador
- La Bande à Basile : On va faire la java
- La Compagnie créole : Santa Maria de Guadaloupe
- Les Musclés : La fête au village
- Lova Moor : Et je danse
- Marc Lavoine : C’est la vie
- Melody : Y'a pas que les grands qui rêvent
- Michel Sardou : La même eau qui coule
- Michel Sardou : Attention les enfants… danger
- Mylène Farmer : Pourvu qu'elles soient douces
- Mylène Farmer : Sans logique
- Pacifique : Quand tu serres mon corps
- Patricia Kaas : Mon mec à moi
- Patricia Kaas : Quand Jimmy dit
- Patrick Bruel : Casser la voix
- Philippe Lafontaine : Cœur de loup
- Pour toi Arménie
- Soldat Louis : Du rhum, des femmes
- Roch Voisine : Hélène
- Vanessa Paradis : Maxou

### Chansons non francophones
Cette liste présente, par ordre alphabétique, tous les titres non francophones s'étant classés parmi les 10 premières places du Top 50 durant l'année 1989.
- a-ha : Touchy !
- Avalanche : Johnny, Johnny come home
- Bananarama : Help!
- Black Box : Ride on Time
- Boney M. : Megamix
- Boney M. : The summer megamix
- Confetti's : The sound of C
- Confetti's : C in China
- Confetti's : C day
- Cyndi Lauper : I drove all night
- David Hallyday : High
- David Hallyday : Wanna take my time
- David Hallyday : Listening
- Don Johnson : Tell it like it is
- Donna Summer : This time I know it’s for real
- Eagles : Hotel California
- Imagination : Megamix
- Jason Donovan : Too many broken hearts
- Jive Bunny and the Mastermixers : Swing the Mood
- Jive Bunny and the Mastermixers : That's what I like
- Kaoma : Lambada
- Kaoma : Dançando Lambada
- Karoline Krüger : You call it love
- Kylie Minogue : The Loco-Motion
- Kylie Minogue & Jason Donovan : Especially for you
- Kylie Minogue : Hand on your heart
- Lil' Louis : French kiss
- Madonna : Like a prayer
- Michael Jackson : Smooth Criminal
- Milli Vanilli : Girl you know it's true
- Prince : Batdance
- Robin Beck : First time
- Rocco Granata : Marina
- Sam Brown : Stop!
- Samantha Fox : I Only Wanna Be with You
- Tanita Tikaram : Twist in my sobriety
- Technotronic : Pump up the jam
- The Bangles : Eternal Flame
- The Beach Boys : Kokomo
- Village People : Megamix
- Whitney Houston : One moment in time
- Womack & Womack : Teardrops
- Yazz : The only way is up

## Succès de l'année en France (albums)
Cette liste présente, par ordre alphabétique, les albums sortis en 1989 ayant obtenu une certification Platine ou Diamant en France.

### Disques de diamant (plus d'un million de ventes)
- Francis Cabrel : Sarbacane
- François Feldman : Une présence
- Patrick Bruel : Alors regarde
- Phil Collins : ...But Seriously
- Roch Voisine : Hélène

### Doubles disques de platine (plus de600 000ventes)
- Johnny Hallyday : Cadillac
- Madonna : Like a prayer
- UB40 : Labour of Love II

### Disques de platine (plus de300 000ventes)
- Barbra Streisand : Greatest hits… and more
- Chris Rea : The road to hell
- Elton John : Sleeping with the Past
- Jean-Jacques Goldman : Traces
- Jeanne Mas : Les Crises de l'âme
- Jive Bunny and the Mastermixers : The album
- Joe Dassin : 27 succès
- Laurent Voulzy : Belle-Île-en-Mer 1977-1988
- Mano Negra : Puta's Fever
- Michel Sardou : Les grandes chansons
- Pierre Bachelet : Quelque part... c'est toujours ailleurs
- Prince : Batman
- Rod Stewart : Storyteller – The complete anthology 1964–1990
- Simple Minds : Street fighting years
- Simply Red : A new flame
- Tears for Fears : The Seeds of Love
- Texas : Southside
- Tracy Chapman : Crossroads
- Vangelis : Themes

## Succès internationaux de l’année
Cette liste présente, par ordre alphabétique, les trente titres et albums ayant eu le plus de succès dans les charts internationaux en 1989,.

### Singles
- Bette Midler : Wind Beneath My Wings
- Billy Joel : We Didn't Start the Fire
- Cher : If I Could Turn Back Time
- Chicago : Look Away
- Debbie Gibson : Lost in your eyes
- Fine Young Cannibals : She Drives Me Crazy
- Fine Young Cannibals : Good Thing
- Janet Jackson : Miss You Much
- Jive Bunny and the Mastermixers : Swing the Mood
- Kaoma : Lambada
- Madonna : Like a Prayer
- Madonna : Express Yourself
- Martika : Toy soldiers
- Mike & The Mechanics : The Living Years (chanson)
- Milli Vanilli : Girl I'm Gonna Miss You
- Neneh Cherry : Buffalo stance
- New Kids On The Block : You got it (The right stuff)
- Paula Abdul : Straight Up
- Phil Collins : Another Day in Paradise
- Prince : Batdance
- Richard Marx : Right Here Waiting
- Roxette : The Look
- Roxette : Listen to Your Heart
- Simply Red : If You Don't Know Me by Now
- Soul II Soul : Back to life (However do you want me)
- Tears For Fears : Sowing the Seeds of Love
- Technotronic : Pump Up the Jam
- The B-52's : Love Shack
- The Bangles : Eternal Flame
- Tone Loc : Wild thing

### Albums
- Aerosmith : Pump
- Billy Joel : Storm front
- Bobby Brown : Don't be cruel
- Bonnie Raitt : Nick of time
- Cocktail
- Fine Young Cannibals : The raw & the cooked
- Gloria Estefan : Cuts both ways
- Janet Jackson : Rhythm Nation 1814
- Journey : Greatest hits
- Madonna : Like a prayer
- Motley Crue : Dr. Feelgood
- New Kids On The Block : Hangin' tough
- NWA : Straight Outta Compton
- Paula Abdul : Forever Your Girl
- Phil Collins : ...But Seriously
- Prince : Batman
- Queen : The Miracle
- Richard Marx : Repeat offender
- Roy Orbison : Mystery girl
- Simple Minds : Street Fighting Years
- Simply Red : A New Flame
- Tanita Tikaram : Ancient heart
- Tears For Fears : The Seeds of Love
- The Cure : Disintegration
- The Pixies : Doolittle
- The Rolling Stones : Steel wheels
- The Stone Roses : The Stone Roses
- Tina Turner : Foreign affair
- Tom Petty & The Heartbreakers : Full moon fever
- Tracy Chapman : Crossroads

## Récompenses
- États-Unis : 32e cérémonie des Grammy Awards
- États-Unis : American Music Awards 1989 (en)
- États-Unis : 1989 MTV Video Music Awards (en)
- Europe : Concours Eurovision de la chanson 1989
- France : 5e cérémonie des Victoires de la musique
- Québec : 11e gala des prix Félix
- Royaume-Uni : Brit Awards 1989

## Formations et séparations de groupes
- Groupe de musique formé en 1989
- Groupe de musique séparé en 1989

## Naissances
- 13 janvier : Julian Perretta, chanteur britannique.
- 25 janvier : Sheryfa Luna, chanteuse française.
- 1er février : Brandon Tory, rappeur, et producteur américain.
- 8 avril : Alexander DeLeon, chanteur du groupe The Cab
- 5 mai : Chris Brown, chanteur américain
- 6 mai : Bobby Bazini, auteur-compositeur-interprète québécois
- 8 juin : Amaury Vassili , chanteur lyrique
- 17 juin: Simone Battle, Chanteuse du groupe G.R.L († 5 septembre 2014)
- 2 août : Priscilla Betti, chanteuse française
- 15 août : Joe Jonas, chanteur américain
- 1er septembre : Bill Kaulitz, chanteur du groupe Tokio Hotel
- 1er septembre : Tom Kaulitz, guitariste du groupe Tokio Hotel
- 8 septembre : Avicii, DJ suédois († 20 avril 2018)
- 16 septembre : David Tixier, pianiste et compositeur français de jazz
- 21 septembre : Jason Derulo, chanteur américain
- 25 septembre : Danny L Harle, producteur de musique britannique
- 4 octobre : Rich Homie Quan, rappeur américain († 5 septembre 2024).
- 5 octobre : Sara Tunes, chanteuse colombienne
- 13 octobre : Slimane, chanteur français
- 30 octobre : Gauvain Sers , auteur-compositeur et interprète français
- 3 novembre : Joyce Jonathan, chanteuse française
- 3 décembre : Juliette, chanteuse, avocate, maquilleuse, présentatrice, influenceuse et femme d'affaires brésilienne
- 12 décembre : Tal, chanteuse française
- 13 décembre : Taylor Swift, chanteuse américaine de country pop
- 22 décembre : Jordin Sparks, chanteuse américaine

## Décès
- 4 mars : Richard Manuel, membre de The Band
- 31 mars : O'Kelly Isley, membre de the Isley Brothers
- 24 juin : Hibari Misora, chanteuse japonaise
- 22 septembre : Irving Berlin, compositeur américain
- 7 décembre : Sirima, chanteuse britannique